# Bactrocera allwoodi
Bactrocera allwoodi är en tvåvingeart som först beskrevs av Drew 1979.  Bactrocera allwoodi ingår i släktet Bactrocera och familjen borrflugor. Inga underarter finns listade.